# 대한민국 민법 제658조
대한민국 민법 제658조는 노무의 내용과 해지권에 대한 민법총칙 조문이다.

## 조문
제658조(노무의 내용과 해지권) ①사용자가 노무자에 대하여 약정하지 아니한 노무의 제공을 요구한 때에는 노무자는 계약을 해지할 수 있다.
②약정한 노무가 특수한 기능을 요하는 경우에 노무자가 그 기능이 없는 때에는 사용자는 계약을 해지할 수 있다.

第658條(勞務의 內容과 解止權) ①使用者가 勞務者에 對하여 約定하지 아니한 勞務의 提供을 要求한 때에는 勞務者는 契約을 解止할 수 있다.
②約定한 勞務가 特殊한 技能을 要하는 境遇에 勞務者가 그 技能이 없는 때에는 使用者는 契約을 解止할 수 있다.

## 참고 문헌
- 오현수, 일본민법, 진원사, 2014. ISBN 978-89-6346-345-2
- 오세경, 대법전, 법전출판사, 2014 ISBN 978-89-262-1027-7
- 이준현, LOGOS 민법 조문판례집, 미래가치, 2015. ISBN 979-1-155-02086-9